# Strega Bianca (Le cronache di Narnia)
(Jadis, Il leone, la strega e l'armadio (capitolo 5))
La Strega Bianca, ufficialmente "Sua maestà imperiale, Jadis, Regina di Narnia, Castellana di Cair Paravel, Imperatrice delle Isole Solitarie", ma conosciuta semplicemente anche come Jadis, è un personaggio delle Cronache di Narnia di C.S. Lewis.

## Ruolo neLe cronache di Narnia

### Il nipote del mago
Jadis, nata nella famiglia reale del mondo di Charn, è descritta come una figura dal sangue misto, parte uomo e parte Gigante. Poco si sa della sua infanzia e della sua vita adulta prima dei suoi atti di stregoneria. È noto, tuttavia, che ha praticato la magia oscura e ha scoperto un incantesimo potentissimo conosciuto come la Parola Deplorevole, ereditata dai suoi antenati, che poteva annientare ogni forma di vita tranne chi la pronunciava.
Coinvolta in una lotta di potere con sua sorella per la supremazia sull'Impero di Charn, Jadis ha violato un accordo che vietava l'uso della magia durante la guerra. La battaglia culminò con Jadis sola nel suo palazzo, dove, anziché arrendersi, pronunciò la Parola Deplorevole, distruggendo ogni forma di vita a Charn.
Per preservarsi nel tempo, Jadis si sottopose a un incantesimo che la avrebbe mantenuta inanimata finché qualcuno avesse suonato una campana situata nella Sala delle Immagini del suo palazzo. Dopo secoli, Digory Kirke e Polly Plummer, due bambini umani, suonarono la campana, risvegliando Jadis.
Manipolando Digory, Jadis fu portata sulla Terra, dove cercò di sfruttare il suo potere magico per conquistare il mondo. Tuttavia, scoprendo che gran parte della sua magia non funzionava sulla Terra, Jadis ricorse alla forza e all'intimidazione per seminare il caos.
Dopo vari scontri, Digory e Polly riuscirono a riportare Jadis nel Bosco tra i Mondi, ma, a causa di un incidente, finirono in un nuovo mondo non ancora nato: il mondo di Narnia. Quando il suo creatore, Aslan le si avvicina, lei lo attacca con la verga di ferro che ha strappato da un lampione di Londra con la sua grande forza fisica; quando si è resa conto del tentativo fallito, fugge.
Jadis si dirige verso il giardino su una montagna a ovest di Narnia, dove mangia una mela che crede la renderà immortale e le darà la vita eterna. Tuttavia, questa presunta immortalità ha un costo: la sua pelle è sbiancata e il male nel suo cuore le causerà miseria eterna. Per questo motivo non sopporta la vista dell'albero che Aslan ha fatto piantare da Digory a Narnia e quindi rimane a nord, ad Ettinsmoor, lavorando per sviluppare la sua magia.
Nel frattempo, la terra di Narnia rimane il dominio degli animali (agli animali scelti viene data la capacità di parlare e diventano pilastri della società) e non è tormentata dalla Strega né da nessun altro nemico per molte centinaia di anni, permettendo così al Regno di Narnia di svilupparsi.

### Il leone, la strega e l'armadio
Mille anni dopo gli eventi de "Il nipote del mago", l'albero che teneva a bada Jadis è morto e Jadis ha usurpato il potere su Narnia. Ora è conosciuta come la Strega Bianca ed è servita da varie razze tra cui Lupi (che compongono la sua polizia segreta), Nani Neri, Giganti, Lupi Mannari, Spiriti degli Alberi che sono dalla sua parte, Ghoul, Boggle, Orchi, Minotauri, Megere, Spettri, Incubi, Spettri, Orrori, Efreet, Orknies, Folletti, Wooses, Ettins, Spiriti delle piante velenose, Scimmie malvagie, Pipistrelli giganti, Avvoltoi e creature che (come scrive Lewis) sono "così orribili" che se te lo dicessi, probabilmente i tuoi genitori non ti lascerebbero leggere questo libro."
La magia della Strega è ora potente e con la sua bacchetta può trasformare i nemici in pietra. Molti Narniani che si sono opposti al suo governo sono finiti per essere catturati dalla Strega e dalle sue forze e trasformati in pietra nel cortile o all'interno del suo castello, che si erge isolato tra due colline a nord di Narnia. Le storie di questo triste destino si sono diffuse a Narnia dai pochi Narniani che hanno avuto la fortuna di essere stati portati lì e poi rilasciati o riusciti a fuggire.
Jadis autodefinisce "Sua Maestà Imperiale Jadis, Regina di Narnia, Castellana di Cair Paravel, Imperatrice delle Isole Solitarie", e getta Narnia in un inverno senza fine. Teme una profezia secondo cui quattro umani - due figli di Adamo e due figlie di Eva - porteranno alla fine del suo regno e alla fine della sua vita, e ordina a tutti i Narniani di portare da lei qualsiasi essere umano che incontrino.
Quando i Pevensie arrivano a Narnia, Jadis governa da 100 anni, anche se sono trascorsi solo 40 anni sulla Terra da quando è arrivata a Narnia per la prima volta. I bambini alloggiavano come sfollati in tempo di guerra nella casa di campagna di Digory Kirke, ora un professore anziano.
Incontra per la prima volta Edmund Pevensie mentre cavalca sulla sua slitta attraverso la terra di Narnia, lo incanta con un pasticcino turco e lo tenta a tradire i suoi fratelli offrendosi di renderlo suo erede. Li vuole tutti e quattro, anche se in questa fase solo Edmund e sua sorella Lucy sono stati a Narnia. I quattro Pevensie arrivano insieme a Narnia poco tempo dopo, ed Edmund si allontana dalla strega dopo che lui e gli altri bambini sono stati accolti dal signor e dalla signora Castoro. Anche se ora capisce che la "Regina di Narnia" (come si era presentata) e la Strega Bianca sono la stessa cosa, è ancora determinato ad assaggiare ancora i suoi pasticcini e rimane convinto che la Strega manterrà la sua promessa di fare di lui un erede al suo trono. Nel frattempo, la sua Polizia Segreta aveva catturato Tumnus il fauno, che aveva ospitato Lucy durante la sua prima visita a Narnia, dopo aver scoperto che aveva disobbedito agli ordini della Strega di consegnarle qualsiasi essere umano.
Ma con l'avvicinarsi di Aslan, il suo magico inverno termina. La durezza dell'inverno della Strega fa capire a Edmund che ha sbagliato a pensare che il suo lato fosse quello giusto, e si rende conto dell'intera portata del suo male quando la vede trasformare con rabbia un gruppo di creature in pietra dopo la loro rivelazione che Babbo Natale era stato a Narnia.
Un lupo alla fine raggiunge Jadis e la informa che i fratelli di Edmund hanno raggiunto l'accampamento di Aslan e che uno di loro ha ucciso Maugrim. Jadis manda il lupo a radunare il suo esercito il più rapidamente possibile, mentre si prepara a uccidere Edmund come traditore. L'esercito di Aslan avanza per salvare Edmund mentre Jadis usa un incantesimo per nascondere se stessa e il suo nano.
Jadis poi arriva alla Tavola di Pietra e incontra Aslan per un colloquio, e insiste sul suo diritto, come prima a ribellarsi contro Aslan, di togliere la vita a Edmund come traditore. Accetta l'offerta di Aslan della propria vita come sostituto, sapendo che senza di lui i Pevensie non possono opporsi a lei. Aslan mantiene segreto questo patto ai suoi seguaci. Jadis lega Aslan alla Tavola di Pietra e un orco gli rade la criniera. Lei gli dice che il suo sacrificio non salverà Edmund e che lui le ha dato Narnia per sempre. Poi lo uccide con un coltello di pietra. Susan e Lucy, che hanno seguito Aslan dal loro accampamento, assistono alla sua morte dai cespugli vicini.
Jadis non è a conoscenza, tuttavia, di una magia più profonda risalente a prima della fondazione di Narnia. Come vittima innocente e consenziente che ha offerto la sua vita al posto di un traditore, Aslan viene rianimato. Dopo l'inizio della Prima Battaglia di Beruna, Aslan si dirige al suo castello e riporta in vita tutte le statue delle creature tramutate in Pietra dalla regina portandoli come rinforzo contro l'esercito della strega, che sta già combattendo contro i seguaci di Aslan. Il suo esercito viene sconfitto e lo stesso Aslan uccide Jadis. La maggior parte dei suoi seguaci vengono uccisi e i resti del suo esercito che non si arrendono fuggono e vengono successivamente uccisi dai seguaci di Aslan.